# Hopetoun (West-Australië)
Hopetoun is een kustplaats in de regio Goldfields-Esperance in West-Australië, 591 kilometer ten zuidoosten van Perth, 333 kilometer ten noordoosten van Albany en 182 kilometer ten westen van Esperance. Het telde 1.115 inwoners in 2021 tegenover 586 in 2006 en 1.398 in 2011.

## Geschiedenis
De Wudjari Nyungah Aborigines waren de oorspronkelijke bewoners van de streek.
De eerste Europeanen die langs de zuidkust voeren, de Nederlander Pieter Nuyts in 1626, de Engelsman George Vancouver in 1791 en de Fransman Antoine de Bruni d’Entrecasteaux in 1792 vermeldden allen de onvruchtbaarheid van het land dat ze vanop hun schepen waarnamen. Matthew Flinders zou het eerste contact gemaakt hebben toen hij in 1802 met het schip Investigator langs de kust voer om die in kaart te brengen. Vanaf de jaren 1820 zochten walvis- en zeehondenjagers, die vanaf Van Diemensland opereerden, geregeld beschutting in de streek.
Edward John Eyre trok in 1840-41 met een expeditie, over land langs de Grote Australische Bocht, van Adelaide naar Albany. Eyre schreef dat "Mount Barren zijn naam terecht gekregen had omdat er geen gebied zo erbarmelijk bestond als dat er rond". Hij kampeerde aan de Jerdacuttup-meren en aan de Culham-inham. In 1848 verkende John Septimus Roe de streek.
In 1865 voer vanuit Albany een expeditie met het schip Mary Ann uit. De eigenaar van een kopermijn bij East Mount Barren wilde een natuurlijk haven voor het uitvoeren van kopererts gebruiken en vroeg te onderzoeken of dit mogelijk was. De natuurlijke haven werd Mary Ann Haven genoemd naar het expeditieschip. De eigenaar van het schip had het schip naar zijn dochter Mary Ann vernoemd.
De gebroeders Dunn vestigden zich eind jaren 1860 in de streek. John Dunn noemde het stuk dat hij bewerkte Cocanarup. John Forrest bezocht Dunn tijdens een expeditie in 1870 om de aanleg van een telegraaflijn voor te bereiden. In 1871 deed John Dunn er drie maanden over om vanuit Albany, met zijn broer George, schapen over land over te brengen. Op 1 januari 1873 werd John Dunn formeel 4.049 hectare grond toegewezen. In 1880 werd Dunn door Aborigines gedood. Daarop volgde een slachtpartij waarvoor veel Aborigines vluchtten. De laatste volbloed Aborigines in het district, Geordie, stierf in 1944.
De echte ontwikkeling van de streek begon pas nadat James Dunn in 1898 goud vond langs de rivier Phillips nabij Ravensthorpe. Als gevolg daarvan werd in 1900, aan de Mary Ann Haven, het dorpje Hopetoun gesticht, en het Phillips River Mining District uitgeroepen. De naam Mary Ann Haven werd in Mary Ann Harbour veranderd. Hopetoun werd vernoemd naar Australiës eerste gouverneur-generaal, John Adrian Louis Hope, de 7e graaf van Hopetoun, een plaats in Schotland. In 1901 werd een hotel en een aanlegsteiger gebouwd en een machine om gouderts te verbrijzelen ingevoerd. Er woonden toen reeds 500 mensen in Hopetoun en er werd een schooltje geopend met 19 leerlingen. De aanlegsteiger werd verlengd in 1907 en er werd een tweede hotel in Hopetoun gebouwd. In 1909 werd de spoorweg tussen Ravensthorpe en Hopetoun geopend. Na de Eerste Wereldoorlog sloten de mijnen. In 1925 werd de spoorweg gesloten en in 1936 het haventje.
Naargelang de wereldhandelsprijzen van koper hoog of laag stonden, openden of sloten de kopermijnen. In 1943 begon men vanuit Hopetoun naar zalm te vissen en in 1947 opende een zalmverwerkingsfabriek. De zalmindustrie verdween in 1952. In 1958 openden de kopermijnen weer en de overheid stelde 325 nieuwe landbouwkavels ter beschikking. Het district begon weer op te leven. In 1973 werd het nabijgelegen nationaal park Fitzgerald River opgericht. In 1977 werd Hopetoun op het elektriciteitsnet en in 1978 op de watervoorziening aangesloten. De oude aanlegsteiger werd in 1983 afgebroken en het jaar erop werd een nieuwe pier gebouwd. In 1988 overstroomde Hopetoun.

## 21e eeuw
In 2004 werd met de ontwikkeling van het Ravensthorpe Nickel Project aan Bandalup Hill begonnen. Hopetoun kreeg een windmolen voor de productie van elektriciteit. De bevolking van Ravensthorpe en Hopetoun begon te groeien. In 2005 werd een luchthaven tussen de twee plaatsen in aangelegd. In Hopetoun werden in 2006 nieuwe woonwijken en een school gebouwd. In 2008 ging BHP's Ravensthorpe Nickel Project van start. In 2009 werd het echter stilgelegd en gingen 1800 jobs verloren. Ook de luchthaven stopte haar activiteiten. Galaxy Resources Limited begon in 2009 spodumeen te delven voor de productie van lithium.
In het nationaal park Fitzgerald River werden in 2014 nieuwe toegangswegen en toeristische voorzieningen geopend. In 2015 kreeg Hopetoun een gemeenschapscentrum. Het centrum biedt onderdak diensten van de Shire of Ravensthorpe. Hopetoun overstroomde in 2017 opnieuw. In 2019 waren er plannen om het nikkelproject terug op te starten.

## Toerisme
Het Hopetoun Visitor Centre biedt informatie over onder meer onderstaande bezienswaardigheden:
- De ingang van McCulloch Park is gemaakt van het hout van de oude aanlegsteiger.
- The Groyne is een pier van waarop men kan sportvissen.
- De Railway Heritage Walk Trail is een wandelpad langs de oude spoorweg en doet onder meer een replica van het station van Hopetoun en de ruïnes van de zalmverwerkingsfabriek en Dunns woning uit 1877 aan.
- Het oude postkantoor van 1901 werd in 2001 gerestaureerd en won een finaleplaats op de WA Design Awards in 2002.
- In het Old Metropolitan Hotel uit 1903 huizen winkels.
- In het nationaal park Fitzgerald River kan men wandelen, kajakken, vissen en zwemmen.
- Hopetoun is gekend voor de vele witte stranden langs de 200 kilometer lange kust.

## Transport
Hopetoun ligt 50 kilometer ten zuiden van Ravensthorpe via de Ravensthorpe-Hopetoun Road. Highway 1, de weg die de hoofdsteden van Australië verbindt, loopt door Ravensthorpe. De GE4 busdienst van Transwa tussen Albany en Esperance doet Hopetoun twee keer per week aan.
Hopetoun heeft faciliteiten om boten aan te meren en te water te laten.
Ravensthorpe Airport (IATA: RVT, ICAO: YNRV) ligt 20 kilometer ten noorden van Hopetoun. Skippers verzorgt een verbinding met Perth. Net ten noorden van Hopetoun, aan het kruispunt van de Ravensthorpe-Hopetoun Road met de Dunns Swamp Road, liggen ook nog een airstrip die gebruikt wordt door een aeroclub.

## Klimaat
Hopetoun kent een mediterraan klimaat met warme droge zomers en koele vochtige winters.
| Maand                                  | jan  | feb  | mrt  | apr  | mei  | jun  | jul  | aug  | sep  | okt  | nov  | dec  | Jaar  |
| -------------------------------------- | ---- | ---- | ---- | ---- | ---- | ---- | ---- | ---- | ---- | ---- | ---- | ---- | ----- |
| Gemiddeld maximum (°C)                 | 25,3 | 25,4 | 24,6 | 23,2 | 21,0 | 19,0 | 18,0 | 18,7 | 20,1 | 21,4 | 23,2 | 24,0 | 22,0  |
| Gemiddeld minimum (°C)                 | 15,3 | 15,8 | 14,2 | 12,6 | 10,3 | 8,5  | 7,8  | 7,8  | 8,5  | 10,3 | 12,4 | 13,7 | 11,4  |
|                                        |      |      |      |      |      |      |      |      |      |      |      |      |       |
| Neerslag (mm)                          | 35,9 | 25,3 | 31,8 | 34,9 | 44,7 | 48,9 | 66,6 | 56,0 | 50,4 | 39,0 | 34,8 | 24,9 | 493,2 |
| Regendagen (dag)                       | 3,3  | 3,2  | 4,3  | 5,5  | 6,7  | 8,8  | 9,8  | 9,7  | 7,7  | 6,5  | 5,4  | 3,5  | 74,4  |
| Relatieve luchtvochtigheid (%)         | 63   | 63   | 62   | 62   | 59   | 56   | 57   | 56   | 56   | 59   | 61   | 60   | 59,5  |
| Bron: Australian Bureau of Meteorology |      |      |      |      |      |      |      |      |      |      |      |      |       |